# Römerkeller (Lauchhammer)

Römerkeller nördlich von Kostebrau 1904

Römerkeller war eine Ansiedlung an der gleichnamigen Bahnstation, die an der Nebenstrecke Sallgast–Lauchhammer der Schipkau-Finsterwalder Eisenbahn lag.

## Geschichte
Der Wohnplatz Römerkeller entstand nach Eröffnung der gleichnamigen Bahnstation im Jahr 1902. Eine ältere siedlungsgeschichtliche Tradition ist nicht nachweisbar. Römerkeller, das in der Niederlausitz unweit der späteren Stadt Lauchhammer lag, war ein Ortsteil von Kostebrau. Der Ortsabbruch erfolgte 1980 durch den Tagebau Klettwitz. 29 Einwohner wurden umgesiedelt. In anderen Quellen werden 90 Haushalte mit 195 Einwohnern (inklusive Wischgrund) als mit Wohnraum zu versorgende Umsiedler angegeben.

## Sage
Der Flurname Römerkeller war mit der Sage über eine Kultstätte für den Wendengott Flinz verbunden. Auf der Hügelgruppe Römerkeller soll ein goldener Löwe gestanden haben. An der Südseite der Hügel soll eine große Öffnung in einen etwa vier Meter hohen kellerartigen Raum geführt haben. Auf der Höhe über der Höhle lag nach Gottlieb Paulitz ein Stein mit nicht lesbaren Schriftzeichen, ein Opferstein für Flinz.